# Guioa amabilis
Guioa amabilis är en kinesträdsväxtart som beskrevs av Kanehira & Hatusima. Guioa amabilis ingår i släktet Guioa och familjen kinesträdsväxter. Inga underarter finns listade i Catalogue of Life.